# Jerzy Maryniak

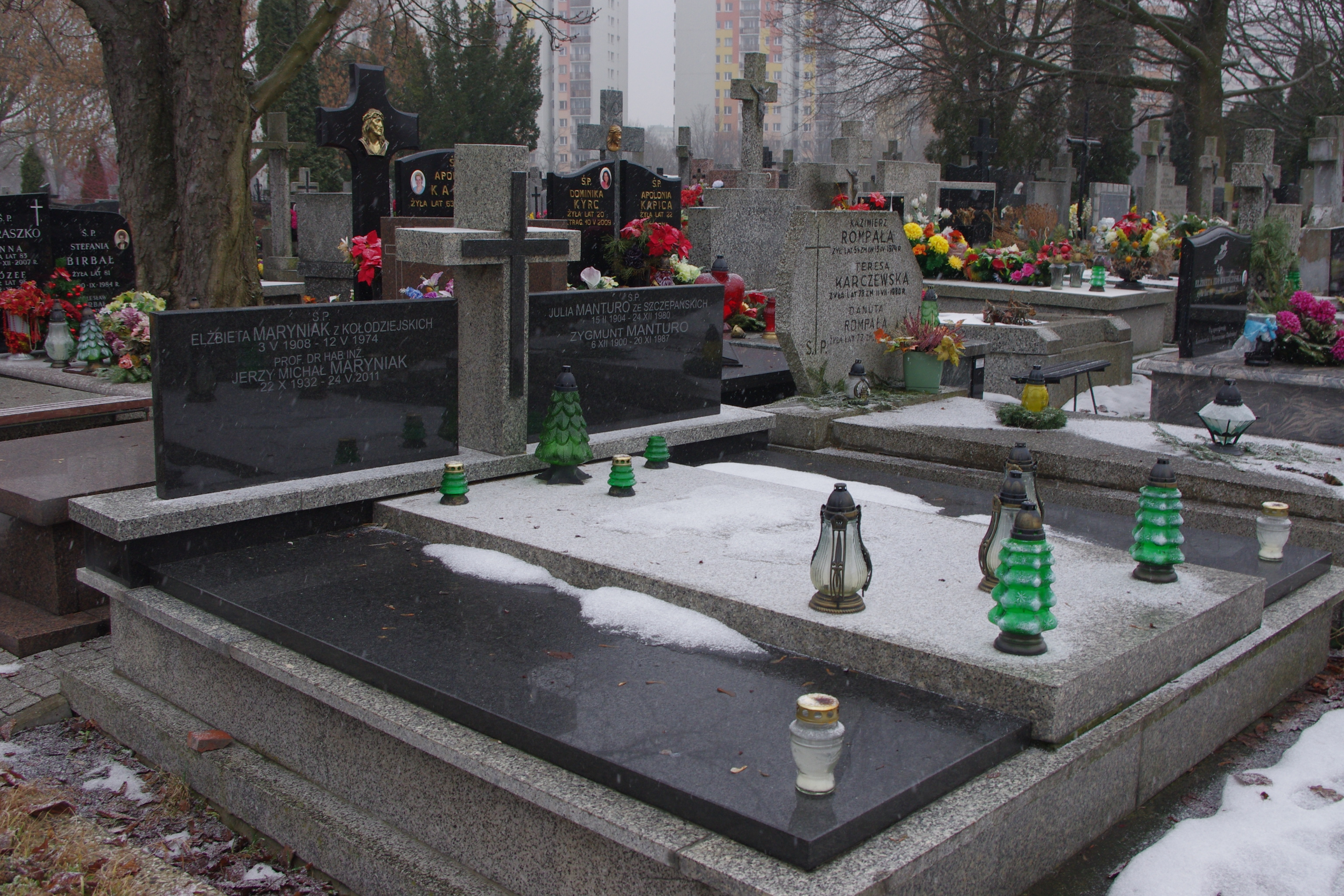
Grób prof. Jerzego Maryniaka na cmentarzu Wawrzyszewskim w Warszawie

Jerzy Michał Maryniak (ur. 22 października 1932, zm. 24 maja 2011 w Warszawie) – prof. dr hab. nauk technicznych o specjalności biomechanika, dynamika lotu, dynamika sterowanych obiektów ruchomych, lotnictwo i uzbrojenie. Ekspert w dziedzinie mechaniki oraz lotnictwa.
W 1958 ukończył studia na Wydziale Lotniczym Politechniki Warszawskiej. W ramach pracy zawodowej współpracował między innymi z Instytutem Lotnictwa, Instytutem Technicznym Wojsk Lotniczych, Wojskowym Instytutem Technicznym Uzbrojenia, Wyższą Szkołą Oficerską Sił Powietrznych, Wojskową Akademią Techniczną, PZL Okęcie oraz WSK Mielec. Dziekan Wydziału Mechanicznego Energetyki i Lotnictwa Politechniki Warszawskiej w latach 1978–1984. Członek Komitetu Mechaniki PAN. Brał udział w badaniach katastrof lotniczych samolotów Ił-62 Kopernik (1980), Ił-62M Kościuszko (1987), W-300 Iryda (1987), I-22 Iryda (1996) oraz TS-11 Iska (1998).
Szerszej publiczności znany jest z wystąpień w programach o katastrofach lotniczych, między innymi w serii pod tytułem Historie lotnicze zrealizowanej przez kanał Discovery Historia. Współpracował w połowie lat 80. XX wieku z Dariuszem Baliszewskim – do jednego z odcinków programu „Rewizja Nadzwyczajna” przygotował symulację komputerową ostatniego lotu Liberatora AL 523 w którym miał zginąć generał Władysław Sikorski. Fragment tego programu wykorzystano następnie w serialu telewizyjnym Generał (2009, reż. Anna Jadowska).

## Odznaczenia
- Krzyż Oficerski Orderu Odrodzenia Polski – 2001[3]
- Krzyż Kawalerski Orderu Odrodzenia Polski
- Złoty Krzyż Zasługi
- Złoty Medal „Za zasługi dla obronności kraju”
- Srebrny Medal „Za zasługi dla obronności kraju”
- Brązowy Medal „Za zasługi dla obronności kraju”
- Medal Komisji Edukacji Narodowej